# 花園城 (喬治亞州)
花園城（英語：Garden City）是一個位於美國喬治亞州查塔姆縣的城市。

## 地理
花園城的座標為32°06′01″N 81°09′54″W / 32.10028°N 81.16500°W，而該地的平均海拔高度為5米（即16英尺）。

## 人口
根據2010年美國人口普查的數據，花園城的面積為37.10平方千米，當中陸地面積為35.50平方千米，而水域面積為1.60平方千米。當地共有人口8738人，而人口密度為每平方千米235人。